# Christopher Guest
Christopher Haden-Guest, 5. Haden-Guest báró (New York, 1948. február 5. –) Primetime Emmy- és Grammy-díjas amerikai-brit forgatókönyvíró, zeneszerző, zenész, rendező, színész és humorista. Hollywoodban leginkább az áldokumentumfilm (mockumentary) stílusban forgatott filmvígjátékainak írójaként, rendezőjeként és főszereplőjeként ismert. Filmjeiben sok jelenet és karakterháttér megírásra és rendezésre kerül, bár a színészeknek nincs próbaidejük, a szereplők a forgatás közben improvizálnak. A filmsorozat A turné című filmmel kezdődött (nem ő rendezte), majd a Guffmanre várva, a Nem kutya, az Egy húron, az Oscar – vágy és a Mascots című filmekkel folytatódott.
Guest 5. Haden-Guest báróként örökölt brit nemesi címet visel, és nyilvánosan kifejezte abbéli vágyát, hogy a Lordok Házát demokratikusan megválasztott kamarává alakítsák át.

## Pályafutása
New Yorkban született Peter Haden-Guest
diplomata és Jean Haden-Guest gyermekeként. Anyai nagyszülei zsidó bevándorlók voltak Oroszországból.
Guest gyerekkorát az Egyesült Királyságban töltötte. Tanulmányait a High School of Music & Art-ban (New York City) és a Stockbridge Schoolban (Interlaken, Massachusetts) végezte, utóbbiban klarinétozni tanult. Később mandolinozni tanult, elkezdte érdekelni a country zene, és együtt gitározott Arlo Guthrie-val, aki osztálytársa volt. Bluegrass zenét is játszott, majd a rock'n'roll stílusra tért át. Egy évig a Bard College-en tanult, majd a New York Egyetemen folytatta tanulmányait. 1971-ben diplomázott.

## Család

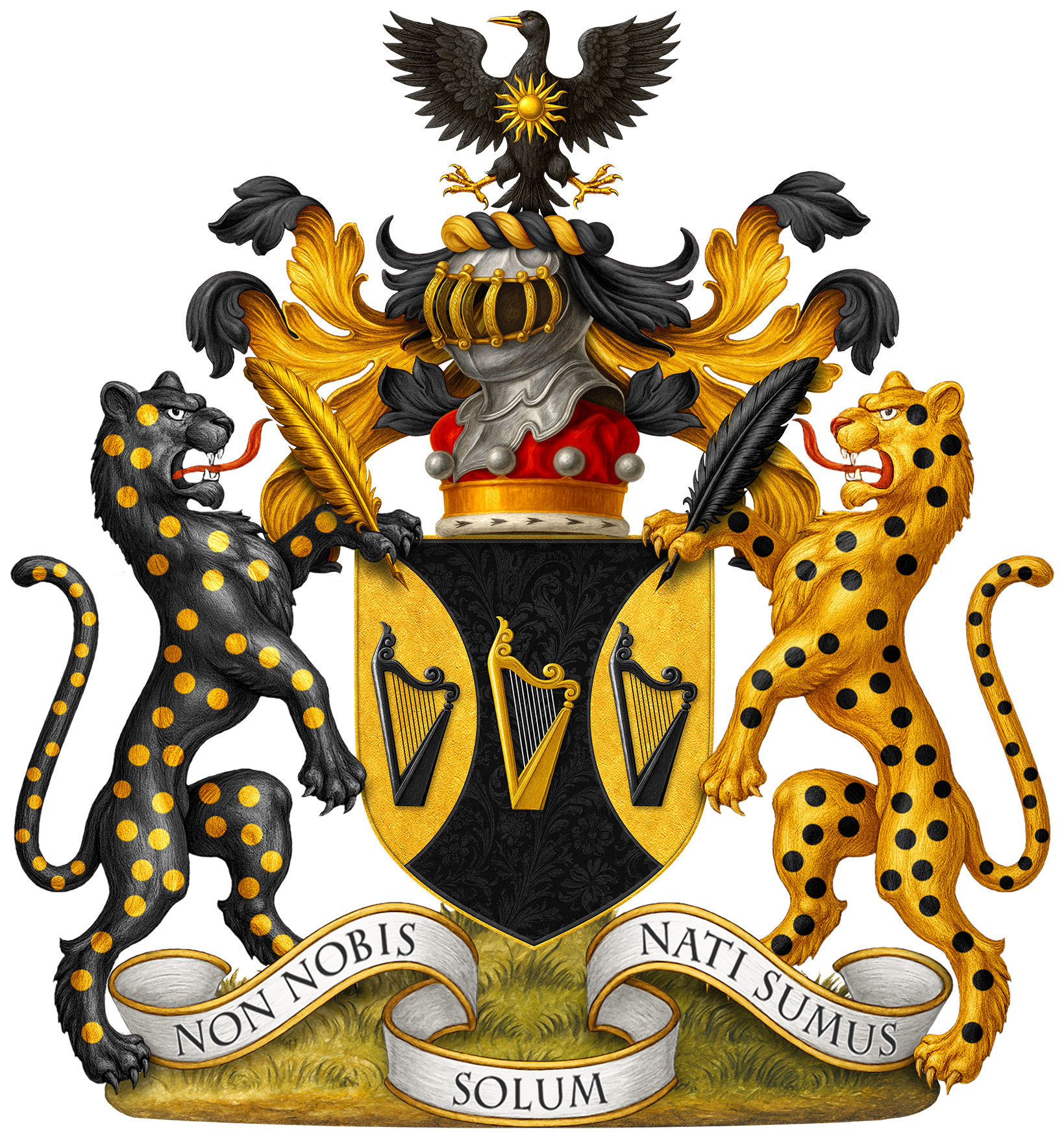
A címer

Guest lett az Essex megyei Great Saling 5. bárója, amikor apja 1996-ban meghalt. Idősebb féltestvére, Anthony Haden-Guest, aki szülei házassága előtt született, nem volt jogosult a posztra. A The Guardian cikke szerint Guest rendszeresen részt vett a Lordok Házának ülésein, amíg az 1999-es Lordok Házáról szóló törvény el nem tiltotta a legtöbb örököst. A cikkben Guest megjegyezte:
Nem kérdés, hogy a régi rendszer igazságtalan volt. Úgy értem, miért kellett erre születni? De most az egész csak egyszerű barátság. A miniszterelnök azt állít be, akit csak akar, és buszokkal beviszi őket szavazni. A felsőháznak egy választott testületnek kellene lennie, ez ilyen egyszerű.

## Magánélete
Guest 1984-ben vette feleségül Jamie Lee Curtis színésznőt közös barátjuk, Rob Reiner otthonában. Két örökbefogadott lányuk van: Annie (1986-ban született) és Ruby (1996-ban született), aki transznemű. Mivel Guest gyermekei örökbefogadottak, nem örökölhetik a családi címet az azt létrehozó szabadalmi okirat értelmében, bár egy 2004-es királyi rendelet, mely a nemesek örökbefogadott gyermekeinek státuszával foglalkozik, kimondja, hogy használhatják az udvari címeket. A birtok jelenlegi örököse Guest öccse, Nicholas Guest színész.